# Restauração francesa
A Restauração Francesa ou Restauração Bourbon foi o período histórico francês entre a queda de Napoleão Bonaparte em 1814 até a Revolução de Julho em 1830.
O rei Luís XVI havia sido deposto e executado durante a Revolução Francesa, que acabou sendo seguida pela Primeira República Francesa e, depois, pelo Primeiro Império Francês. Uma coligação de potências europeias derrotou Napoleão em 1814, encerrando seu império e restaurando a monarquia para os herdeiros de Luís XVI.
A restauração durou desde aproximadamente o dia 6 de abril de 1814 até às revoltas populares da Revolução de Julho de 1830, exceto por um período em 1815, conhecido como o "Governo dos Cem Dias", quando Napoleão voltou de seu exílio e depôs Luís XVIII com ajuda do exército e da insatisfeita população francesa. Ele acabou logo depois sendo derrotado na Batalha de Waterloo e Luís XVIII voltou ao trono.
Durante a restauração, o novo regime Bourbon era uma monarquia constitucional e, diferentemente do Antigo Regime absolutista, tinha limites ao seu poder. O período foi caracterizado por reações bem conservadoras e, consequentemente, pequenas, porém constantes, perturbações e agitações civis. Nesse período também ocorre a recuperação do poder da Igreja Católica na política francesa.